# Brion (Vienne)
Brion – miejscowość i gmina we Francji, w regionie Nowa Akwitania, w departamencie Vienne.
Według danych na rok 1990 gminę zamieszkiwało 197 osób, a gęstość zaludnienia wynosiła 12 osób/km² (wśród 1467 gmin regionu Poitou-Charentes Brion plasuje się na 800. miejscu pod względem liczby ludności, natomiast pod względem powierzchni na miejscu 521.).